# Sam Hardy (Ruderer)
Sam Hardy (* 21. Juli 1995 in Camperdown) ist ein australischer Ruderer.

## Sportliche Karriere
Sam Hardy trat dreimal hintereinander mit dem Vierer mit Steuermann bei den U23-Weltmeisterschaften an. 2015 und 2017 belegte er den fünften Platz, 2016 gewann er die Bronzemedaille.
2019 ruderte Hardy bei den Weltmeisterschaften in Linz-Ottensheim zusammen mit Joshua Hicks im Zweier ohne Steuermann und gewann die Bronzemedaille hinter den Kroaten und den Neuseeländern. Bei den Olympischen Spielen in Tokio belegten Hicks und Hardy den zehnten Platz. 2022 bei den Weltmeisterschaften in Račice u Štětí ruderte Hardy im australischen Achter und gewann die Bronzemedaille hinter den Briten und den Niederländern.
Der 1,98 m große Sam Hardy hat an der Harvard University Filmwissenschaft studiert und dort auch graduiert.